# Клейменов, Владимир Александрович
Владимир Александрович Клеймёнов (5 августа 1922 — 22 мая 1996) — советский и российский теннисист, тренер по теннису. Мастер спорта СССР, заслуженный тренер РСФСР.

## Биография
Родился в 1922 году в Самаре.
С юношеских лет занимался теннисом. В 1940 году был призван на службу в РККА. Участвовал в Великой Отечественной войне, имел воинское звание гвардии младший сержант.
Окончил Центральную школу тренеров в Малаховке Московской области. Выступал за ЦДКА (Москва) и за ДСО «Спартак». Был призёром чемпионатов Вооружённых Сил и первенств ЦДКА. В 1963 году сдал норматив на звание мастера спорта СССР. Ещё раньше начал принимать участие в соревнованиях в качестве арбитра. Судья Всесоюзной категории с 1957 года.
С середины 1950-х годов начал заниматься тренерской деятельностью. Работал тренером в ЦДСА, ЦСК МО ЦСКА (Москва).
В разные годы тренировал трёхкратного чемпиона СССР Владимира Короткова, чемпиона Европы Константина Пугаева, президента Федерации тенниса России Шамиля Тарпищева, Андрея Волкова.
В 1972 году за свои успехи на тренерском поприще был удостоен почётного звания «Заслуженный тренер РСФСР»
Умер 22 мая 1996 года.
Награждён медалью «За боевые заслуги» (19.04.1945) и Орденом Отечественной войны II степени.